# بیمارستان الاهلی عرب
بیمارستان الاهلی عرب یا بیمارستان معمدانی (به عربی: المستشفى الأهلي العربي، مستشفی المعمدانی)، یک بیمارستان قدیمی مسیحی در غزه است که توسط کلیسای اسقفی بیت‌المقدس اداره می‌شود. با آن که ساکنان محلی آن را بیمارستان ملت عرب می‌نامند، در برخی رسانه ها همچون الجزیره به نقل از کادر این بیمارستان و منابع (وزارت امور خارجه ایران) آن را بیمارستان معمدانی عنوان می‌کنند.

## تاریخچه
این بیمارستان در سال ۱۸۸۲ میلادی توسط انجمن مبلغان کلیسای انگلستان ساخته شد. بین سال‌های ۱۹۵۴ و ۱۹۸۲ توسط مذهب پیمان تعمید جنوبی آمریکا به عنوان یک مأموریت پزشکی اداره شد؛ اما در دهه ۱۹۸۰ تحت مدیریت کلیسای انگلیکان بازگشت.

## حملات موشکی

### حمله موشکی به خانه مدیر پزشکی
در ۱۰ اکتبر ۲۰۲۳، دوستان آمریکایی اسقف کلیسای بیت‌المقدس گزارش دادند که سه نفر از کارکنان بیمارستان «در جریان بمباران محله رمال خانه‌های خود را به‌طور کامل از دست دادند» از جمله خانه دکتر ماهر ایاد، مدیر پزشکی بیمارستان.

### اصابت موشک به مرکز درمان سرطان
در ۱۴ اکتبر ۲۰۲۳، مرکز درمان تشخیصی سرطان بیمارستان مورد اصابت موشک قرار گرفت و چهار کارمند بیمارستان مجروح شدند و دو طبقه بالای آن به شدت آسیب دیدند که بخش‌های ماموگرافی و سونوگرافی بیشترین آسیب را دیدند.

### انفجار بیمارستان
در ۱۷ اکتبر ۲۰۲۳ انفجاری در این بیمارستان روی داد. ارتش اسرائیل اعلام کرد که موشک از طرف جهاد اسلامی فلسطین شلیک شده بود. جهاد اسلامی این ادعا را تکذیب کرد.